# 洪仲清
洪仲清，台灣心理師，屏東縣人，台灣大學心理學研究所臨床組畢業。自2011年4月起在臉書經營「洪仲清臨床心理師」平台。2003年考取臨床心理師證照，曾任心理治療所所長5年，臺北市立聯合醫院臨床心理師約7年，工作之餘受邀參與《遙遠星球的孩子》紀錄片拍攝；也於2013年接受人間衛視《樂活在人間》專訪，為ASD家族（泛自閉症光譜疾患）盡一份心力進行宣導；2014年更應城邦星馬出版社之邀，至第六屆閱讀大馬國際書展進行演講。
現任佳家人際智能開發心理治療所所長，致力於提供資訊讓社會大眾對早期療育或特殊孩子有更多認識，因此，也配合時事在親子天下(網路)雜誌，針對美國校園槍擊案事件投稿，希望能澄清社會大眾對特殊孩子的誤解；近期，因為社會時事議題(5位少男少女結伴離家)，應廣播節目之邀針對此事，提供家長在親子互動上的建議；另外，服貿議題，使得社會大眾情緒受到明顯影響，則提供身為臨床心理師在心理學背景上能提供的情緒管理建議。
專長在協助自我探索與覺察、情緒管理訓練、親職教養諮商、人際與家庭溝通、正向思考引導、兒童遊戲治療等。

## 著作
1. 《相信自己是夠好的媽媽：是犧牲，還是責任？是妥協，還是平衡？放下對母愛的執著，恢復你的生命彈性，重新找回愛自己的方式》麥田出版社，2019年4月27出版。ISBN：9789863446477
2. 《你的存在本身就是美好：每天回到你心裡，感受自己的內在力量》，遠流出版社，2017年12月28日出版。ISBN：9789573281887
3. 《療癒誌：洪仲清與你書寫談心》，遠流出版社，2017年4月27日出版。ISBN：9789573279693
4. 《靜下心去愛：在靜定中找到自己，也圓滿身邊的關係》，遠流出版社，2016年8月27日出版。ISBN：9789573278771
5. 《我想傾聽你：懂得傾聽，學會不過度涉入，讓我們用更自在的陪伴豐富彼此》，遠流出版社，2016年2月26日出版。ISBN：9789573277811
6. 《謝謝你知道我愛你 － 在關係中，面對愛，接受愛，學習愛，放下愛 》，遠流出版社，2015年8月28日出版。ISBN：9789573276999
7. 《跟自己和好 － 為情緒解套，了解生存原來可以有很多種方式》2版，遠流出版社，2015年2月26日出版。ISBN：9789573275695
8. 《找一條回家的路：從跟家庭和解出發，再學會修復自己與關係》，遠流出版社，2015年2月1日出版。ISBN：9789573275725
9. 《跟自己和好 － 為情緒解套，了解生存原來可以有很多種方式》，遠流出版社，2014年1月27日出版。ISBN：9789573273332
10. 《讓孩子有好人緣，人際力養成法》，新手父母出版社，2013年2月8日出版。ISBN：9789866616860

## 外部連結
- 洪仲清臨床心理師 （页面存档备份，存于）的Facebook
- 洪仲清@痞客幫 （页面存档备份，存于）的影音、資歷、專訪介紹